# Drehfalttür

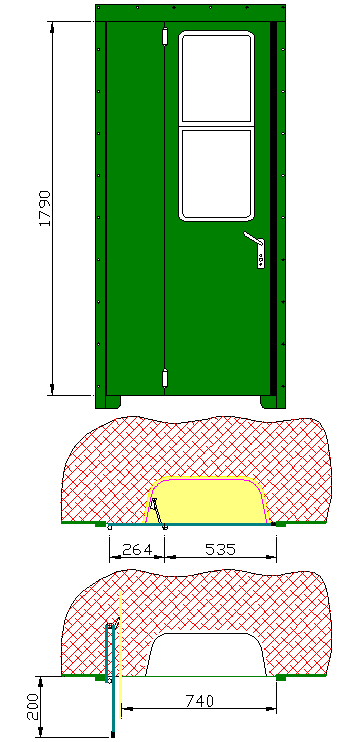
Schema einer Drehfalttür

Die Drehfalttür ist eine besondere Bauform der Einstiegstür bei Schienenfahrzeugen (Reisezugwagen oder Straßenbahnen). Bei Omnibussen findet sie heute kaum noch Verwendung. Sie besteht aus zwei Türflügeln, die als komplette Einheit mit Rahmen an den Eisenbahnwagen angebaut werden.
Drehfalttüren wurden von circa 1960 bis 1990 in zahlreiche Reisezugwagen eingebaut. Sie werden in der Regel manuell geöffnet und können manuell, pneumatisch oder bis zuletzt elektrisch geschlossen werden. Bei neueren Schienenfahrzeugen werden stattdessen Schwenkschiebetüren eingebaut, die zur Druckertüchtigung dichter schließen und eine größere Öffnungsbreite ermöglichen.
Die Deutsche Bahn stellte ihre letzten Wagen mit Drehfalttüren im Dezember 2023 ab, da diese nach Aussagen des Konzerns nicht ausreichend komfortabel für Reisende seien.

## Funktionsweise
Durch die besondere Bauform wird beim Öffnen der Tür der kleinere Türflügel (ungefähr ein Drittel der Gesamtbreite) nach innen, der größere nach außen geschwenkt. Hierdurch wird erreicht, dass auch bei geöffneter Tür keine Stelle weiter als 200 mm über die Fahrzeugbegrenzungslinie hinaus übersteht.
Eine zusätzliche Klappe deckt im geschlossenen Zustand die tieferliegende Trittstufe ab. Durch einen am Türinneren angebrachten Hebel wird diese Klappe beim Öffnen der Tür nach oben und seitlich weggeschwenkt. Bei manchen Bauarten ist eine untere Trittstufe mechanisch an die Tür gekoppelt und klappt bei Türöffnung aus.

## Bauformen im Reisezugverkehr

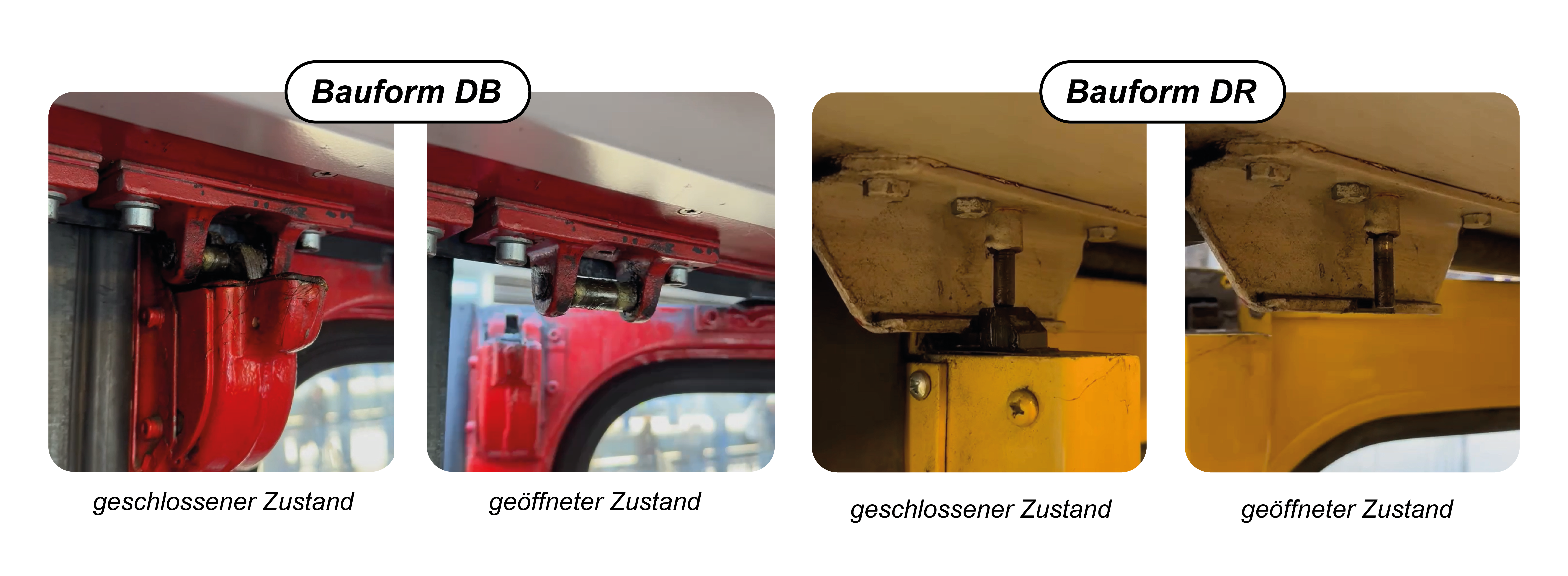
Funktion der oberen Verriegelung beider Bauformen

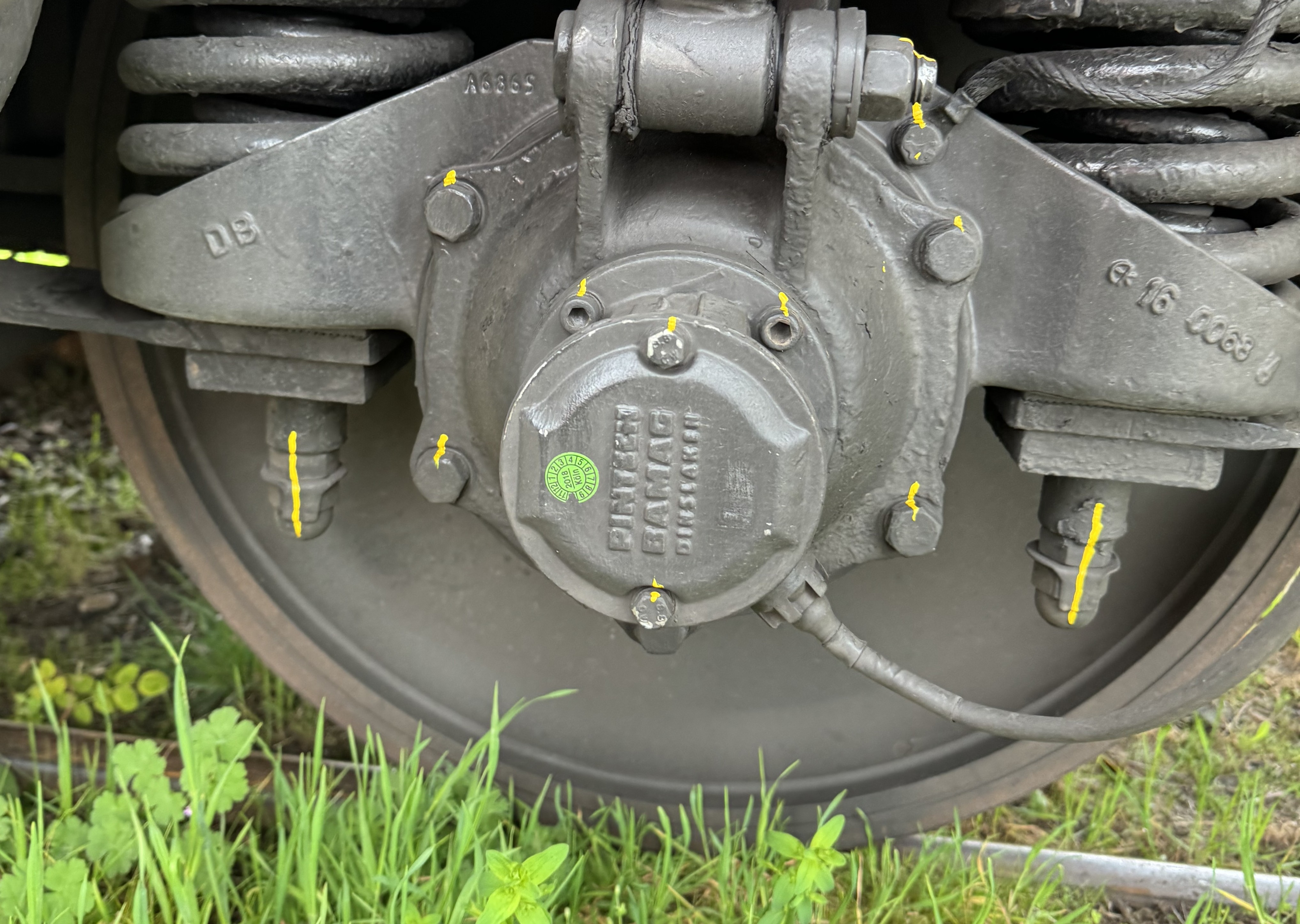
Pintsch-Bamag-Geber

Unterteilt werden Drehfalttüren typischerweise in die Bauformen Deutsche Reichsbahn (DR) und Deutsche Bundesbahn (DB). Dabei unterscheiden sich beide Bauformen lediglich in der Verschlussart, demnach eine obere und untere zusammenhängende Verriegelung bei der Bauform DB und eine obere und untere getrennte Verriegelung bei der Bauform DR sowie in der Erkennbarkeit des Verriegelungszustands am innenliegenden Türdrücker, die bei der Bauform DB immer und bei der Bauform DR nie gegeben ist.
Durch das Ansprechen der autarken Türblockierung ab einer Geschwindigkeit von 5 km/h werden der innere und äußere Türdrücker durch einen Elektromagneten mechanisch und wagenautark vom Türschloss getrennt, sodass die Türen nicht unbeabsichtigt während der Fahrt geöffnet werden können. Das Geschwindigkeitssignal dafür liefert bei modernen Fahrzeugen der elektronische Gleitschutz, ansonsten ein nach dem Hersteller benannter Pintsch-Bamag-Geber.
Bevor die Deutsche Bahn die Bordbistro-Wagen mit Drehfalttüren ausmusterte, wurden diese im Zuge einer Modernisierung mit einem automatischen Antrieb des Herstellers Pintsch-Bamag ausgestattet. Fortan konnten diese Drehfalttüren komfortabel über Drucktaster bedient werden und besaßen zusätzlich einen Einklemmschutz.

## Galerie

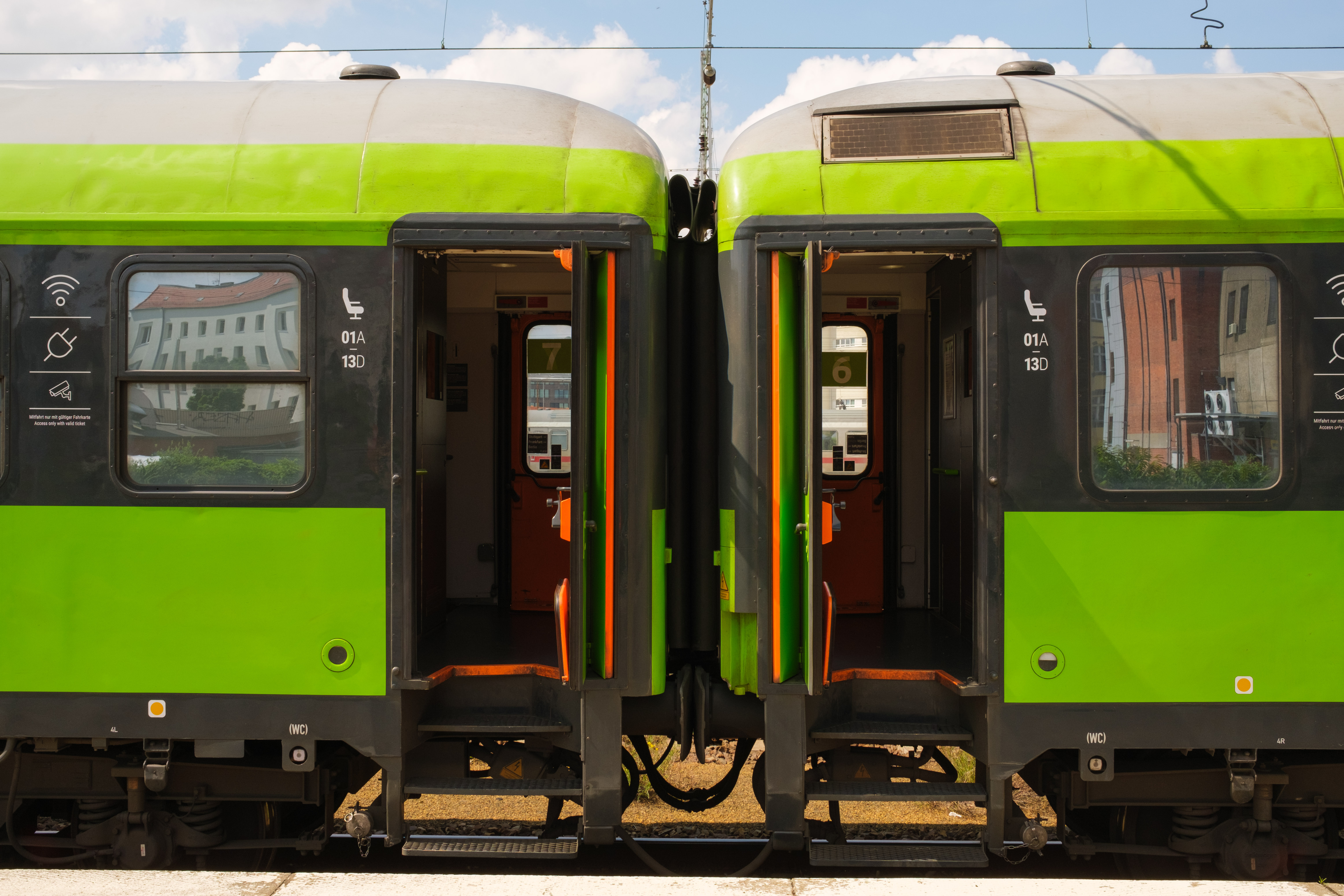
Drehfalttür im geöffneten Zustand an einem ehemaligen Wagen der Bauart Bimz 264.3, umgebaut zum Bmmz 264.6F, im Dienste von Flixtrain.
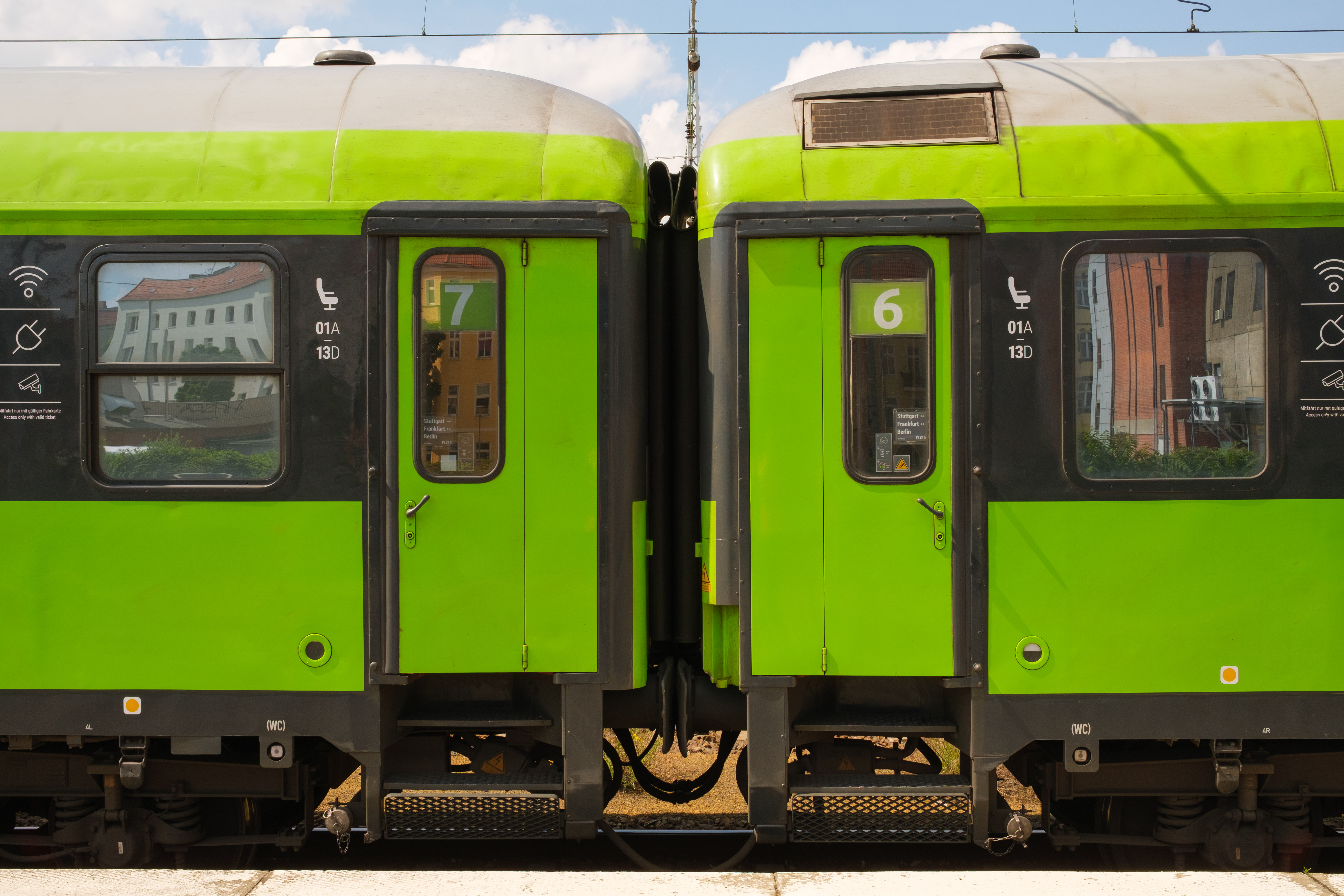
Drehfalttür im geschlossenen Zustand an einem ehemaligen Wagen der Bauart Bimz 264.3, umgebaut zum Bmmz 264.6F, im Dienste von Flixtrain.
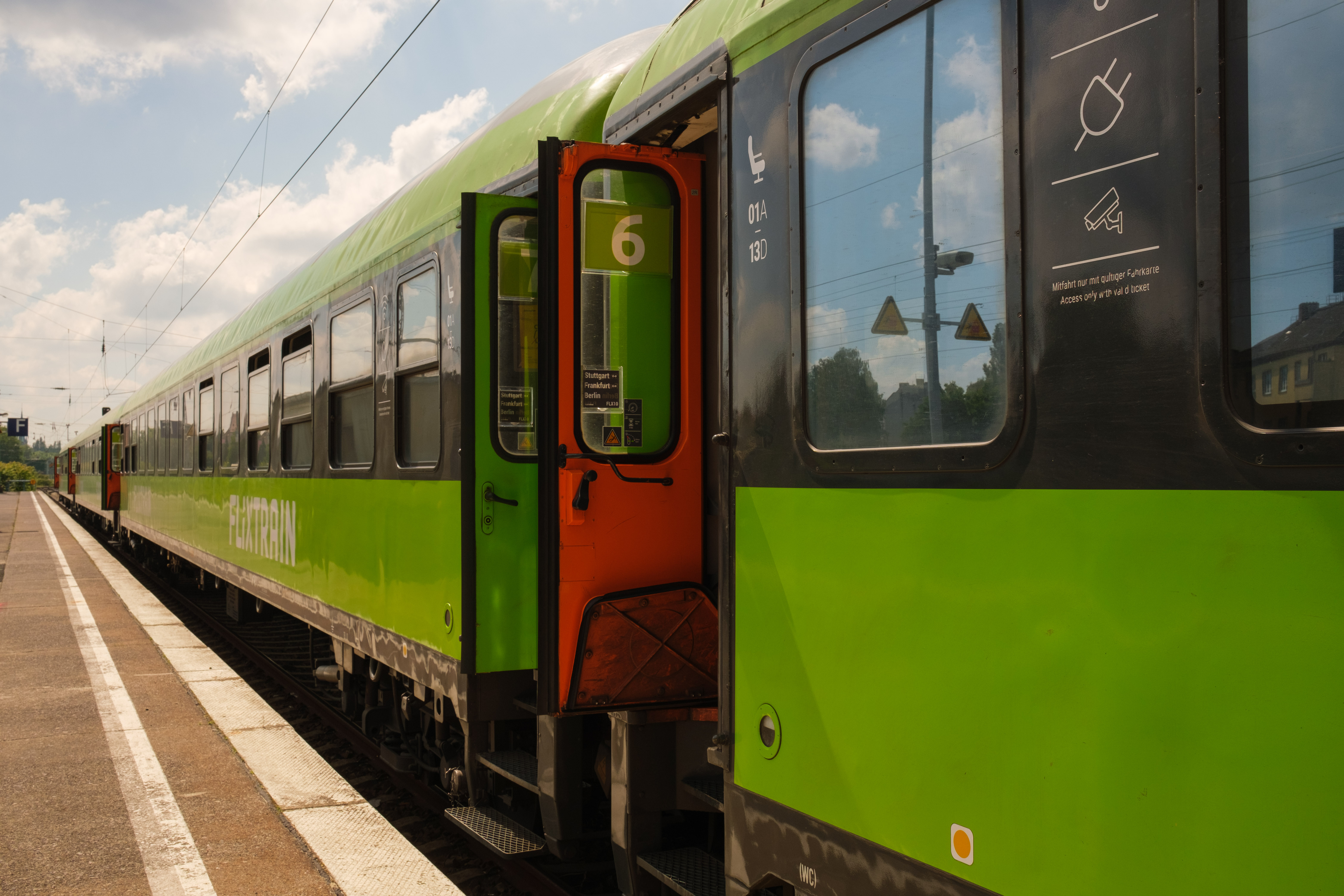
Seitenansicht zweier Drehfalttüren an ehemaligen Wagen der Bauart Bimz 264.3, umgebaut zum Bmmz 264.6F, im Dienste von Flixtrain.

## Normen
- DIN 27203-1:2012-03 Zustand der Eisenbahnfahrzeuge – Fahrgastraum – Teil 1: Einstiegtüren – Bauart: Drehtüren
- DIN 27203-2:2012-03 Zustand der Eisenbahnfahrzeuge – Fahrgastraum – Teil 2: Einstiegtüren – Bauart: Drehfalttüren
- UIC-Merkblatt 560:2002-01-01 Türen, Einstiege, Fenster, Tritte und Griffe an Personen- und Gepäckwagen, Kapitel 4.2, Seite 14–15 und Anlage A